# Boavista dos Pinheiros
 Boavista dos Pinheiros ist ein Ort und eine Gemeinde Freguesia im Alentejo in Portugal im Kreis von Odemira, mit einer Fläche von 37,8 km² und 1975 Einwohnern (Stand 19. April 2021). Dies entspricht einer Bevölkerungsdichte von 52,2 Einw./km².  Die Gemeinde von Boavista dos Pinheiros wurde erst am 12. Juni 2001 gegründet und wurde aus den Nachbargemeinden Santa Maria (Odemira) und São Salvador (Odemira). Alle drei Gemeinden liegen am Ufer des Flusses Mira.